# استودیو تان
«استودیو تان» (به انگلیسی: Studio Tan) آلبومی از هنرمند اهل ایالات متحده آمریکا فرانک زاپا است که در سال ۱۹۷۸ میلادی منتشر شد.